# Treťa liha
Treťa liha (ukr.: Чемпіонат України з футболу: Третя ліга) je dnes již neexistující čtvrtá nejvyšší fotbalová soutěž pořádaná na území Ukrajiny. Pořádala se v letech 1992 – 1995.

## Přehled vítězů
Zdroj: 
| Ročník  | Zlatá medaile            | Stříbrná medaile         | Bronzová medaile       |
| 1992/93 | FK Naftochimik Kremenčuk | FK Dynamo Luhansk        | FK Antracyt Kirovske   |
| 1993/94 | FK Sirius Žovti Vody     | FK Dynamo Saky           | FK Viktor Zaporižžja   |
| 1994/95 | FK CSKA Kyjev            | FK Nyva-Kosmos Myronivka | FK Chutrovyk Tysmenyca |